# Szumátrai pókvadász
A szumátrai pókvadász (Arachnothera affinis) a madarak (Aves) osztályának a verébalakúak (Passeriformes) rendjébe, ezen belül a nektármadárfélék (Nectariniidae) családjába tartozó faj.

## Rendszerezése
A fajt Thomas Horsfield angol ornitológus írta le 1822-ben, a Cinnyris nembe Cinnyris affinis néven.

## Előfordulása
Brunei, Indonézia és Malajzia területén honos. Természetes élőhelyei a szubtrópusi és trópusi síkvidéki és hegyi esőerdők. Állandó, nem vonuló faj.

## Megjelenése
Testhossza 21 centiméter, testtömege 24 gramm. Tollazata olajzöld, világosabb torkán, mellén és a hasán csíkos mintázattal.

## Életmódja
Fákon és az aljnövényzet között keresgéli pókokból álló táplálékát, de fogyaszt nektárt és magvakat is.

## Természetvédelmi helyzete
Az elterjedési területe nagyon nagy, egyedszáma ugyan csökken, de még nem éri el a kritikus szintet. A Természetvédelmi Világszövetség Vörös listáján nem fenyegetett fajként szerepel.